# 73534 Liviasavioli
73534 Liviasavioli este o planetă minoră (asteroid) din Mars-crossing asteroid⁠(d). A fost descoperită pe 24 iulie 2003 la  de Campo Imperatore Near-Earth Object Survey⁠(d). 
Obiectul prezintă o orbită caracterizată de o semiaxă mare de 2,2063203624917 UAi, o excentricitate de 0,27111497576043, o înclinație de 6,6322811710633 ° în raport cu ecliptica.